# Liste der Mitglieder des Landtages (Freistaat Schaumburg-Lippe) (4. Wahlperiode)
Diese Liste gibt einen Überblick über alle Mitglieder des Landtages des Freistaates Schaumburg-Lippe in der 4. Wahlperiode (1928 bis 1931).
- Wilhelm Behrens, SPD (eingetreten 1928 für Abg. Heinrich Kapmeier)
- Conrad Heinrich Bothe, DNVP/LB (eingetreten im Februar 1930 für Abg. Karl Wiehe)
- Friedrich Brands, DNVP/LB
- Rudolf Bretthauer, DDP
- Heinrich Kapmeier, SPD (ausgeschieden 1928)
- Gustav Kaule, Handwerkerbund
- Ernst Koller, DNVP/LB
- Ernst Köpper, SPD (eingetreten im April 1929 für Abg. Franz Reuther)
- Marie Kreft, SPD
- Friedrich Krömer, Nationaler Block
- Wilhelm Kuhlmann, SPD
- Erwin Loitsch, SPD
- Heinrich Lorenz, SPD (ausgeschieden 1928)
- Wilhelm Pickert, SPD
- Wilhelm Pöhler, SPD (eingetreten 1928 für Abg. Wilhelm Seiger)
- Franz Reuther, SPD (ausgeschieden im April 1929)
- Friedrich Schirmer, SPD
- Friedrich Schöttelndreier, DVP
- Wilhelm Seiger, SPD (ausgeschieden 1928)
- Karl Wiehe, DNVP/LB (ausgeschieden am 18. Februar 1930)